# Don Muraco
Donald Muraco, detto Don (Sunset Beach, 10 settembre 1949), è un ex wrestler statunitense.
Nella World Wrestling Federation riuscì a vincere la WWF Intercontinental Championship e nel 1985 vinse il primo torneo King of the Ring. Nel 2004 entrò a far parte della WWE Hall of Fame. Nelle altre federazioni conquistò la ECW World Heavyweight Championship e nella National Wrestling Alliance la cintura NWA World Tag Team Championship.
Il suo stile era perfettamente rappresentato dalla sua musica d'ingresso Magnificence, una forma rallentata di Jesus Christ Superstar.
Possiede un podcast dove tratta argomenti nel mondo del Wrestling e proprio nel suo podcast, il 7 luglio 2021, ha resa pubblica la notizia che l'amico e collega Terry Funk fu affetto da una grave forma di demenza.

## Carriera

### Wrestling in America e in Canada (1970-1981)
Dopo vari anni di wrestling in Hawaii, nel 1967, Muraco si allenò a Vancouver e a Los Angeles prima di firmare un contratto con l'AWA. Fu uno dei favoriti dei fan e lottò in coppia in diverse occasioni con Jimmy Snuka contro Larry Hennig, Ivan Koloff e Dusty Rhodes. Nel 1973, Muraco lasciò l'AWA perché si trasferì a Minneapolis.
Nel 1974, Muraco si trasferì in Championship Wrestling from Florida (CWF), dove si costruì un nome combattendo con l'NWA World Champion Jack Brisco. Diventò famoso quando Muraco, durante un match con Brisco, si liberò dalla letale Figure 4-Leg-Lock. In realtà, Muraco perse poi quel match ma acquisì una grande fama che gli permise in futuro di diventare NWA Americas Heavyweight Champion e NWA World Tag Team Championship. 
Dal 1977 al 1981, Muraco militò nelle federazioni indipendenti di San Francisco, avendo anche un feud importante con Barry Windham.

### World Wrestling Federation (1981-1988)

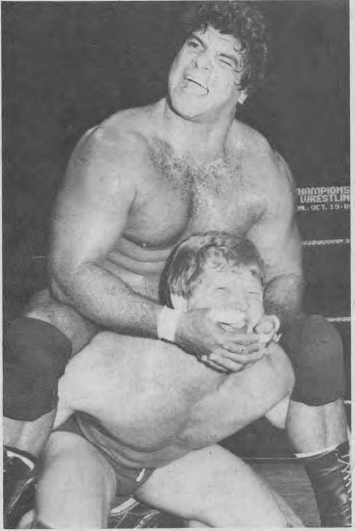
Muraco vs. Bob Backlund (1982)

Nel 1981, Muraco fece la sua prima apparizione in World Wrestling Federation. Aiutato dal suo manager The Grand Wizard, Il 20 giugno 1981 sconfisse Pedro Morales conquistando il WWF Intercontinental Championship ma lo perse sempre contro Morales il 23 novembre in un Texas Death Match. Cominciò poi ad interessarsi al WWF Championship avendo anche un feud con Bob Backlund ma non riuscì mai a diventare campione del mondo. Nel 1982 si trasferì nella Mid-Atlantic Championship Wrestling insieme a Roddy Piper con il quale lottò diverse volte in coppia, prima di ritornare in WWF l'anno dopo. Muraco riconquistò il WWF Intercontinental Championship il 22 gennaio 1983 sempre contro Pedro Morales. Ebbe anche un feud importante con Jimmy Snuka che si chiuse con la vittoria di quest'ultimo al Madison Square Garden. Quell'incontro viene considerato uno dei più importanti della storia del wrestling poiché Snuka effettuò uno dei suoi Superfly su Muraco da una gabbia alta 15 piedi. Il suo secondo regno da campione intercontinentale si chiuse l'11 febbraio 1984 per mano di Tito Santana. Muraco affrontò poi diverse volte Hulk Hogan ma non riuscì mai a vincere. Ebbe un feud importante con Ricky Steamboat. L'8 luglio 1985 Muraco vinse la prima edizione del torneo King of the Ring schienando in finale The Iron Sheik. Muraco divenne quindi il primo "re del ring". Nel 1986 Muraco si alleò con Adrian Adonis e Bob Orton Jr. nel loro feud con Roddy Piper. Questo portò Orton e Muraco a combattere spesso in coppia. Nel marzo 1987 persero con i Can-Am Connection (Tom Zenk & Rick Martel) nel match d'apertura di Wrestlemania III davanti a un pubblico di 93,173 spettatori al Pontiac Silverdome. Nel luglio 1987, un disaccordo tra Muraco e Orton diede vita a un feud tra di loro e a un turn face di Muraco. Egli vinse quasi ogni confronto, fino a quando Orton lasciò la WWF quello stesso anno.
Nel novembre 1987, Muraco solidificò il suo status di face salvando Superstar Billy Graham da un attacco da parte di Butch Reed, One Man Gang e Slick, per poi prenderlo come proprio manager. Muraco adottò lo stesso look di Graham e cambiò il proprio soprannome da "Magnificent Muraco" a "The Rock" (anche se l'annunciatore Gorilla Monsoon continuò a riferirsi a lui con il precedente soprannome). Muraco sostituì Graham nel team capeggiato dal suo ex rivale Hulk Hogan alla prima edizione del ppv Survivor Series, e fornì una buona prestazione nella prima Royal Rumble, dove eliminò tre wrestler e rimase tra gli ultimi quattro sul ring. In seguito raggiunse i quarti di finale nel torneo indetto per l'assegnazione del vacante WWF World Heavyweight Championship svoltosi a WrestleMania IV. Nel suo ultimo mese in WWF ebbe un feud con Greg Valentine e perse contro Dino Bravo alla prima edizione di SummerSlam.

### Extreme Championship Wrestling (1992-1993)
Si ritirò nel 1995 dopo un breve periodo passato in ECW, dove conquistò in due occasioni l'ECW World Heavyweight Championship.

### Ritiro
Dopo essersi ritirato dal ring nel 1995, Muraco tornò alle Hawaii. Nel 2003 fu il co-fondatore della Hawaii Championship Wrestling insieme alla produttrice televisiva locale Linda Bade, federazione che guidò fino al 2008. Il 22 maggio 1998, tornò occasionalmente al wrestling lottato per combattere contro The Honky Tonk Man nella Northern Wrestling States Wrestler Alliance. Muraco venne sconfitto. Nel gennaio 1999 sconfisse Kodiak Bear nella Hawaiian Islands Wrestling Federation.
Nel 2004 Don Muraco è stato ammesso nella WWE Hall of Fame, introdotto da Mick Foley.

## Personaggio

### Mosse finali
- Asiatic Spike (Thumb choke hold)
- Hawaiian Hammer (Kneeling reverse piledriver)[3]

### Manager
- Sir Oliver Humperdink
- The Grand Wizard
- Lou Albano
- Mr. Fuji
- "Superstar" Billy Graham

### Soprannomi
- "The Magnificent"
- "The Rock"

## Titoli e riconoscimenti
Eastern Championship Wrestling
- ECW Heavyweight Championship (2)

Professional Wrestling Hall of Fame and Museum
- Classe del 2014

World Wrestling Federation
- WWF Intercontinental Championship (2)
- King of the Ring (1985)
- WWE Hall Of Fame (2004)

Pro Wrestling Illustrated
- 124º tra i 500 migliori wrestler singoli nella PWI 500 (1991)
- 50º tra i 500 migliori wrestler singoli nella "PWI Years" (2003)